# Usina de Itatinga
A Usina Hidrelétrica de Itatinga, ou simplesmente Usina de Itatinga, é uma usina localizada no município brasileiro de Bertioga, quando este  ainda era um distrito da cidade de Santos. Apesar de não ser protegida por tombamento, Itatinga é frequentemente referida como patrimônio cultural, seja pela comunidade local, pela mídia ou mesmo pela empresa que atualmente opera o complexo, a Codesp e em 2000 foi aberto, junto ao Condephaat, o processo de estudo de tombamento da usina. Nele consta uma série de documentos relacionados tanto à história e às características da usina, quanto a seu possível tombamento.

## Histórico
Ela foi construída em 1910 com o objetivo de fornecer energia elétrica ao porto de Santos e a cidades adjacentes. Mas sua história começa em 1903, quando a então Companhia Docas de Santos, administrada pelas famílias Guinle e Gaffrée, comprou a Fazenda Palaes, no sopé da Serra do Mar, em Bertioga, a exatos 30 km do Porto de Santos. A ideia era que através da construção de uma usina hidrelétrica própria, pudesse dar sequência às obras de melhoria técnica do Porto de Santos, visto que este passaria a demandar maior suprimento de energia elétrica em função da modernidade de seus equipamentos e instalações. Também de acordo com os registros históricos da Codesp, Itatinga na realidade veio para substituir uma usina termoelétrica também de propriedade da Companhia Docas, eletrificando as instalações do porto e a iluminação do cais, armazéns e escritórios. Mas foi somente em 21 de fevereiro de 1911 que foi concluída a troca de todos as máquinas a vapor por motores elétricos.
A construção da Usina de Itatinga está diretamente ligada à concessão, em finais do século XIX, de direitos para exploração e melhoramentos do Porto de Santos a um grupo de empresários que viria a ser denominado Companhia Docas de Santos (CDS). Em meio à gestão das atividades portuárias, a CDS obteve concessão para construir uma usina hidrelétrica em 1901, conforme consta no decreto nº 4.088, de 22 de julho de 1901. Dessa forma, a própria companhia poderia gerar a energia utilizada na iluminação do porto, no maquinário de suas oficinas e no cais.
Após as devidas concessões de aproveitamento de recursos hídricos e os estudos sobre topografia e hidrografia da região, feitos pelo engenheiro Guilherme Benjamin Weinschenck, que estava à frente das obras de modernização então em curso no Porto de Santos, foi estabelecido arranjo geral da usina, no qual se indicavam a localização da represa, câmara d’água, casa de força e o traçado aproximado da linha de transmissão. A estruturação adotada mostrou-se coerente com as composições típicas apresentadas nos tratados de hidrelétricas do período. Seu sistema de geração de energia ficaria nos limites do atual município de Bertioga (SP), que naquele momento fazia parte do município de Santos. Já o sistema de transmissão atravessaria as cidades de Bertioga, Guarujá e Santos.
A Mão de Obra da Usina:
Apesar de Weinscheck estar à frente da construção de Itatinga, pode-se dizer que a usina foi projetada por diversas mãos brasileiras e estrangeiras. Mesmo sendo fruto do trabalho de pessoas de várias nações, a Usina de Itatinga, assim como as demais obras que integravam o programa de melhoramento do Porto de Santos, foram forjadas como produtos exclusivamente nacionais. “Eram brasileiros os seus idealizadores, brasileiros os capitais que empregavam, brasileiro o projeto e brasileiro haveria de ser o engenheiro capaz de construí-lo” (ROCHA, 1947, p.14). O discurso nacionalista é recorrente em obras que tratam da história da CDS, bem como em reportagens de jornal sobre a companhia, publicadas no início do século XX.
A força de trabalho de Itatinga é mencionada em apenas dois artigos. Em ambos os casos, é abordada en passant e relacionada a fatalidades. Em 1912, a recém-inaugurada Usina de Itatinga, “a perfect modern system” (1912, p.584), foi objeto de um artigo publicado na revista Electrical World. Ao tratar da construção do canal que liga a represa à câmara d’água, o autor afirma que: "Inúmeros acidentes ocorreram durante a construção do canal. Apenas um deslizamento de terra soterrou doze homens. Se considerarmos a localização, a chuva quase incessante, o calor intenso e o trabalho negro ignorante, terá uma leve ideia das dificuldades que tiveram de superar em todos os ramos desta instalação." (1912, p. 584) Ao lado das características do território e do clima, “o ignorante trabalho negro” é considerada como um obstáculo para a concretização da usina. O julgamento do autor do artigo – um engenheiro, provavelmente – pode ser entendido como mecanismo para desresponsabilizar os engenheiros e a companhia das mortes ocorridas durante as obras. Atribuir a culpa à raça dos trabalhadores é uma forma de reelaboração de um discurso racista e recorrente de que negros, índios e povos aborígenes são preguiçosos, irracionais e negligentes. Reafirmando, assim, um discurso imperialista de que os brancos são laboriosos, eficazes, racionais e, portanto, isentos de culpa nas fatalidades ocorridas na usina. O fragmento apresentado acima leva a crer que acidentes de trabalho eram relativamente comuns durante a construção do canal. Não obstante, não foi encontrado nenhum outro registro a respeito de acidentes no canal ou no restante da usina. Não é possível, então, estabelecer a quantidade de trabalhadores acidentados, fatalmente ou não, durante a construção. Além de sujeitos a acidentes, os trabalhadores da usina estavam expostos à malária, como apresenta o artigo de Benchimol e Silva (2008): “Ferrovias, doenças e medicina tropical no Brasil da Primeira República” tem como objeto o impacto da malária no âmbito da modernização republicana (BENCHIMOL & SILVA, 2008). No segmento do texto relacionado à usina, o “Relatório da viagem e pesquizas das Docas de Santos – Itatinga” (1905) e “Prophylaxia do impaludismo” (1906-1907), escritos por Carlos Chagas, constituem as principais referências. Um surto de paludismo praticamente paralisou as obras de Itatinga, que mobilizavam cerca de três mil pessoas, entre dezembro de 1904 e maio de 1905 (BENCHIMOL & SILVA, 2008, p. 731). O médico sanitarista Carlos Chagas foi, então, chamado pela CDS para conter a epidemia. Seu trabalho em Itatinga, que se estende de dezembro de 1905 a maio de 1906, tem início com a investigação das condições epidemiológicas da região e do modo de vida e trabalho da população, com especial interesse em suas habitações (BENCHIMOL & SILVA, 2008, p. 731). A campanha de Chagas consistiu na eliminação das larvas, proteção das casas, isolamento daqueles que apresentassem o parasito no sangue e tratamento dos doentes crônicos e das crianças infectadas (CHAGAS, 1905 apud BENCHIMOL & SILVA, 2008, p. 731). Uma das medidas adotadas foi a criação de valas nos principais núcleos de habitação para afastar os criadouros do mosquito (CHAGAS, 1906-1907 apud BENCHIMOL & SILVA, 2008, p. 731). A partir de então o desenvolvimento e a manutenção de sistemas de valas para a drenagem da água passa a ser uma atividade constante na usina. Em janeiro de 1906, um mês após o início da campanha, havia 16 doentes. No mês seguinte, o número de doentes caiu para três e em março, mês que Chagas entregou seu relatório final, não havia mais nenhum caso, apesar das chuvas abundantes (CHAGAS, 1905, p. 20-23 apud BENCHIMOL & SILVA, 2008, p. 733). Ao abordar os trabalhos desenvolvidos por Chagas, o artigo menciona uma série de aspectos relativos aos trabalhadores e seus modos de vida. Conforme consta no “Relatório da viagem e pesquizas das Docas de Santos”, os moradores de Itatinga eram divididos em dois núcleos e “residiam em grandes barracões sem qualquer proteção contra os mosquitos” (CHAGAS, 1905 apud BENCHIMOL & SILVA, 2008, p. 731). Conforme o médico, os barracões utilizados como habitação deveriam “ter uma única entrada, com tambores instalados no lado de fora, sendo importante que as portas fechassem rápida e automaticamente” (CHAGAS, 1906-1907, p. 17-23 apud BENCHIMOL & SILVA, 2008, p. 732). Chagas menciona a presença de famílias com crianças no local (CHAGAS, 1905, p. 1-2, Apud BENCHIMOL & SILVA, 2008, p. 731). Este relato leva a crer que havia mulheres habitando este grande canteiro de obras. Não se sabe se elas integravam ou não a força de trabalho ou quais tarefas realizavam, já que não foi encontrado um único registro que mencione a existência ou o papel das mulheres na construção de Itatinga. No caso de Itatinga, a regra clássica de recolhimento dos trabalhadores indenes antes do crepúsculo da tarde não foi seguida, já que constituía, segundo Chagas, “exigência demasiado atentatória do bem-estar dos operários, que tinham por hábito reunirem-se ao ar livre depois de um dia árduo de trabalho” (CHAGAS, 1906-1907, p. 20-23 apud BENCHIMOL & SILVA, 2008, p. 732). Esta passagem, somada ao relato de famílias residindo no local, dá pistas das dinâmicas existentes na usina então em construção. Além de canteiro de obras e espaço de trabalho, Itatinga era espaço onde se desenvolviam diversas atividades do universo cotidiano, mesmo antes de sua conclusão.
As moradias descritas por Chagas são uma parte da extensa rede de infraestrutura criada para que a construção deste grande complexo, em uma área de difícil acesso, fosse possível. Foram construídos diversos edifícios provisórios com a finalidade de alojar os trabalhadores e abrigar o maquinário utilizado nas obras. Havia construções com estrutura em madeira vedada, tanto nas laterais como na cobertura, por folhas de zinco, assim como edificações com estrutura e vedação em madeira. Estima-se que estas estruturas eram construídas conforme as demandas dos trabalhos e desmontadas após a conclusão de cada segmento.

## Características
Instalada no rio Itatinga, em meio à mata fechada da Serra do Mar, conta com equipamentos alemães e americanos e deu ao porto de Santos o status de único porto do mundo a possuir sua própria hidrelétrica.
Há um reservatório no topo da serra, de onde se ver o mar, tecnicamente conhecido como "Câmara de Equilíbrio". Neste ponto, foram construídas as câmaras d’águas, que marcam o início da canalização. A partir daí, o rio é canalizado em cinco tubos, que descem a serra até os geradores da usina. A coluna d'água é de 980 metros, sendo a maior do Brasil.
A área é cercada por montanhas de 700 metros de altura, onde vivem as mais variadas espécies animais, como pássaros, atraídos por palmeiras que lhes fornecem alimentos. No local foi construída ainda uma vila em estilo inglês para os funcionários, com 70 casas dispostas em uma única rua, que ladeavam a via férrea e seu bondinho, comércio com padaria e armazém, igreja, a qual veio desmontada da Inglaterra, uma escola fundamental, um clube, inaugurado em 1928, com o campo de futebol e outros equipamentos de lazer e um posto médico para atendimento emergencial e especializado.
A via férrea e a linha de transmissão constituíram os elementos estruturadores da vila de Itatinga. A via férrea cruza por terra entre o Porto da Usina, ou Portinho, até o início da linha de tubos, e a linha de transmissão percorre o espaço aéreo no mesmo trajeto da via férrea, até a Fazenda Pelaes. Essas duas linhas, uma no chão e outra no ar, cortaram o terreno plano ao meio e para tirar melhor proveito dessa área e construir casas confortáveis e com quintais, a opção encontrada foi construir duas fileiras de casa, uma frente à outra e com as duas linhas no centro. A via férrea e o rebocador foram imprescindíveis para a vida na Vila e usina hidrelétrica de Itatinga. Não havia estradas de acesso para Bertioga até os anos 70, portanto tudo o que chegava ou saía de Itatinga passava pelo Canal de Bertioga e pelo Rio Itapanhaú  até o porto da usina.
A linha do bonde tem 80 cm de largura (bitola). O trajeto da mesma é da estação no Posto Fazenda até Itatinga, trajeto do início do século, mas as trilhas foram mudadas. Era usado também para escoar a produção de banana, num acordo entre a Fazenda Vergara e a CDS (Companhia Docas de Santos). Tem um trajeto de 7,5 km de extensão e o aterro tem cerca de 1 metro de espessura.
A vila, faz parte da estratégia seguida por empresas que se distanciam dos centros urbanos, sendo uma Cidade-Empresa. Simbolizando a modernidade e o avanço das fronteiras mundiais do capitalismo industrial.
Atualmente, o sistema elétrico operado pela Santos Port Authority (SPA), autoridade portuária e administradora do Porto de Santos, garante o fornecimento de energia para consumo da empresa e para suprimento aos arrendatários. A energia é prioritariamente proveniente da Usina de Itatinga, com capacidade de 15 MW, complementada em alta tensão pela concessionária local, Companhia Piratininga de Força e Luz (CPFL) com mais 8,6 MW, distribuídos entre subestações espalhadas pelo Porto Organizado. Itatinga responde, hoje, por aproximadamente 85% da energia comercializada pela SPA. No Brasil, a energia é distribuída com uma tensão de 13.8 quilovolt (KV).